# Mistrzostwa Polski Juniorów w Lekkoatletyce 2007
61. Mistrzostwa Polski juniorów w lekkoatletyce – zawody lekkoatletyczne dla sportowców do lat 20 organizowane pod egidą Polskiego Związku Lekkiej Atletyki, które odbywały się od 26 do 28 czerwca 2007 w Białej Podlaskiej.

## Rezultaty

### Mężczyźni
| Konkurencja:                    | 1. miejsce                                                                                | Rezultat                       | 2. miejsce                                                                             | Rezultat    | 3. miejsce                                                                                     | Rezultat    |
| Bieg na 100 m                   | Artur Zaczek LKS Narew-Kurpiewski Łomża                                                   | 10,67                          | Maciej Samborski AZS-AWF Kraków                                                        | 10,75       | Bartosz Wojciechowski MKS-MOS Wrocław                                                          | 10,78       |
| Bieg na 200 m                   | Maciej Samborski AZS-AWF Kraków                                                           | 21,50                          | Artur Zaczek LKS Narew-Kurpiewski Łomża                                                | 21,58 PB    | Olaf Paruzel MKS Górnik w Zabrzu                                                               | 21,72       |
| Bieg na 400 m                   | Marcin Kłaczański SL WKS Zawisza Bydgoszcz                                                | 477,71                         | Adam Wojciechowski LUKS Inowrocław                                                     | 48,07 PB    | Jakub Krzewina LIUKS Kruszwica                                                                 | 48,11       |
| Bieg na 800 m                   | Artur Ostrowski TS Olimpia Poznań                                                         | 1:51,64                        | Adam Kszczot RKS Łódź                                                                  | 1:51,87     | Arkadiusz Mostrąg SKB Kraśnik                                                                  | 1:53,49     |
| Bieg na 1500 m                  | Kamil Zieliński LKS Mielec                                                                | 3:54,77                        | Marcin Stolc AZS-AWFiS Gdańsk                                                          | 3:54,78     | Rafał Rajczak AZS Poznań                                                                       | 3:56,80     |
| Bieg na 3000 m                  | Kamil Zieliński LKS Mielec                                                                | 8:23,24                        | Łukasz Kujawski SKLA Sopot                                                             | 8:24,04     | Piotr Łach MLUKS Tarnów                                                                        | 8:28,15 PB  |
| Bieg na 5000 m                  | Łukasz Kujawski SKLA Sopot                                                                | 14:50,70                       | Adrian Ożóg SL WKS Zawisza Bydgoszcz                                                   | 15:06,83 PB | Kamil Kędzierski MKS Ekonomik Nysa                                                             | 15:07,82 PB |
| Bieg na 3000 m przez przeszkody | Krystian Zalewski UKS MDKiS Barnim Goleniów                                               | 9:03,88                        | Daniel Babiarz WLKS Wrocław                                                            | 9:12,58 PB  | Artur Olejarz ZLKL Zielona Góra                                                                | 9:12,94 PB  |
| Bieg na 110 m przez płotki      | Artur Noga MKS-SMS Victoria Racibórz                                                      | 13,43 SB                       | Maciej Wojtkowski AZS-AWF Warszawa                                                     | 14,08 PB    | Radosław Czyż WKS Wawel Kraków                                                                 | 14,45 PB    |
| Bieg na 400 m przez płotki      | Sebastian Porządny AZS Łódź                                                               | 52,41 PB                       | Radosław Czyż WKS Wawel Kraków                                                         | 52,76       | Przemysław Michalski MKLA Łęczyca                                                              | 53,12 PB    |
| Sztafeta 4 × 100 m              | AZS-AWF Kraków Marcin Tomkiewicz Rafał Nowak Jan Ciepiela Maciej Samborski                | 41,94 PB                       | MKS Polonia Warszawa Karol Tytek Piotr Kwieciński Karol Kołodziejski Damian Ryński     | 42,39 PB    | SL WKS Zawisza Bydgoszcz Szymon Maliński Szymon Czapiewski Jakub Chrzanowski Marcin Kłaczański | 42,68       |
| Sztafeta 4 × 400 m              | TS Olimpia Poznań Michał Szaroleta Artur Ostrowski Dawid Marcinkowski Krzysztof Tylkowski | 3:16,32                        | KS Podlasie Białystok Łukasz Wilamowski Hubert Pesel Krystian Adamejt Przemysław Lewko | 3:17,88 PB  | MKS Polonia Warszawa Piotr Witczak Marcin Sobiech Emil Stępnicki Bartosz Kucharski             | 3:18,32 PB  |
| Skok w dal                      | Damian Szade TS Olimpia Poznań                                                            | 7,48                           | Karol Hoffmann AZS-AWF Warszawa                                                        | 7,23        | Rafał Borkowski KS Podlasie Białystok                                                          | 7,18 PB     |
| Trójskok                        | Karol Hoffmann AZS-AWF Warszawa                                                           | 15,88                          | Mateusz Kustra RMKS Rybnik                                                             | 15,49 =PB   | Łukasz Stańczuk WKS Gwardia Warszawa                                                           | 15,09 PB    |
| Skok wzwyż                      | Konrad Kruszyński MUKS Płock                                                              | 2,08 PB                        | Bartosz Jasiński KS Orzeł Warszawa                                                     | 2,08 =PB    | Szymon Stachowicz UKS-MOS Opole                                                                | 2,08        |
| Skok o tyczce                   | Łukasz Michalski SL WKS Zawisza Bydgoszcz                                                 | 5,50 PB rekord Polski juniorów | Paweł Wojciechowski SL WKS Zawisza Bydgoszcz                                           | 5,00 PB     | Łukasz Jurga AZS-AWFiS Gdańsk                                                                  | 5,00 =PB    |
| Pchnięcie kulą                  | Łukasz Kutek RMKS Rybnik                                                                  | 18,79 PB                       | Damian Kusiak LKS Znicz Biłgoraj                                                       | 18,19       | Łukasz Haratyk KS Sprint Bielsko-Biała                                                         | 17,51       |
| Rzut dyskiem                    | Michał Pietraszko MMKS Kędzierzyn-Koźle                                                   | 59,01 PB                       | Przemysław Czajkowski KS Podlasie Białystok                                            | 55,88       | Mateusz Suchocki KS Podlasie Białystok                                                         | 55,61       |
| Rzut młotem                     | Bartłomiej Molenda SL WKS Zawisza Bydgoszcz                                               | 65,74                          | Piotr Noga LKS Pomorzanka Skórcz                                                       | 62,51       | Rafał Zięba KKL Fart Kielce                                                                    | 62,09 PB    |
| Rzut oszczepem                  | Bartłomiej Kempny MKS Iskra Pszczyna                                                      | 73,42 PB                       | Piotr Hajdysz AZS-AWFiS Gdańsk                                                         | 68,54       | Robert Szpak KMKL Sztorm Kołobrzeg                                                             | 68,42       |

### Kobiety
| Konkurencja:                  | 1. miejsce                                                                                       | Rezultat   | 2. miejsce                                                                                         | Rezultat   | 3. miejsce                                                                                       | Rezultat    |
| Bieg na 100 m                 | Agnieszka Ceglarek TS Olimpia Poznań                                                             | 11,69 PB   | Weronika Wedler MKS-MOS Wrocław                                                                    | 11,71 PB   | Marika Popowicz SL WKS Zawisza Bydgoszcz                                                         | 11,86       |
| Bieg na 200 m                 | Marika Popowicz SL WKS Zawisza Bydgoszcz                                                         | 24,00 PB   | Weronika Wedler MKS-MOS Wrocław                                                                    | 24,09      | Wioletta Gromkiewicz MKS Truso Elbląg                                                            | 24,36 PB    |
| Bieg na 400 m                 | Iga Baumgart BKS Bydgoszcz                                                                       | 54,50      | Magdalena Burmistrzak LKS Vectra Włocławek                                                         | 56,06      | Agata Bednarek MULKS-MOS Sieradz                                                                 | 56,23       |
| Bieg na 800 m                 | Danuta Urbanik KKS Victoria Stalowa Wola                                                         | 2:06,19 PB | Angelika Cichocka ULKS Talex Borzytuchom                                                           | 2:07,26 SB | Monika Flis KKS Victoria Stalowa Wola                                                            | 2:07,83 PB  |
| Bieg na 1500 m                | Danuta Urbanik KKS Victoria Stalowa Wola                                                         | 4:31,63    | Angelika Cichocka ULKS Talex Borzytuchom                                                           | 4:32,81    | Kamila Zglejc AZS-UWM Olsztyn                                                                    | 4:33,53     |
| Bieg na 3000 m                | Karolina Waszak UKS MDKiS Barnim Goleniów                                                        | 9:42,45    | Angelika Przygódzka AZS-UWM Olsztyn                                                                | 9:45,79    | Kamila Zglejc AZS-UWM Olsztyn                                                                    | 9:49,84     |
| Bieg na 5000 m                | Izabela Trzaskalska MULKS Terespol                                                               | 16:55,10   | Angelika Przygódzka AZS UWM-Olsztyn                                                                | 17:43,33   | Aleksandra Centkowska LKS Vectra Włocławek                                                       | 17:48,72 PB |
| Bieg na 100 m przez płotki    | Marzena Kościelniak LKS Orkan Wlkp. Poznań                                                       | 13,91      | Patrycja Zarembska KS Orzeł Warszawa                                                               | 14,09      | Justyna Rybak AZS-AWF Kraków                                                                     | 14,36       |
| Bieg na 400 m przez płotki    | Tina Polak MOSiR-MKS Budomark Mysłowice                                                          | 58,25 SB   | Marzena Kościelniak LKS Orkan Wlkp. Poznań                                                         | 60,54 PB   | Monika Kopycka MKL Toruń                                                                         | 61,70       |
| Bieg na 2000 m z przeszkodami | Ewa Gielec KKS Juventa Kobex Starachowice                                                        | 6:54,34    | Eliza Gawryluk AZS-UWM Olsztyn                                                                     | 7:03,85    | Anita Wacławska MKS Halicz Ustrzyki Dolne                                                        | 7:07,10     |
| Sztafeta 4 × 100 m            | MKS-MOS Wrocław Karolina Świderska Milena Pędziwiatr Klaudia Kałwińska Weronika Wedler           | 47,21 PB   | SL WKS Zawisza Bydgoszcz Malwina Wantoch-Rekowska Agnieszka Kaniecka Małgorzata Reszka Marta Janik | 47,86      | TS Olimpia Poznań Dagmara Szczęśniak Katarzyna Szajkowska Aleksandra Obrowska Agnieszka Ceglarek | 48,12 PB    |
| Sztafeta 4 × 400 m            | SL WKS Zawisza Bydgoszcz Malwina Wantoch-Rekowska Marta Janik Agnieszka Kaniecka Marika Popowicz | 3:49,56    | KKS Victoria Stalowa Wola Angelika Wrona Danuta Urbanik Barbara Kasprowicz Monika Flis             | 3:50,71 PB | MOSiR-MKS Budomark Mysłowice Klaudia Szewczyk Karolina Szewczyk Emilia Skołubowicz Tina Polak    | 3:57,44     |
| Skok w dal                    | Agnieszka Cichowlas LKS Orkan Wlkp. Poznań                                                       | 6,31       | Małgorzata Wiśniewska KS Stal Ostrów Wlkp.                                                         | 6,12       | Joanna Pluta ULKS Jedlińsk                                                                       | 5,83        |
| Trójskok                      | Agnieszka Rudnik BKS Bydgoszcz                                                                   | 12,79      | Agnieszka Cichowlas LKS Orkan Wlkp. Poznań                                                         | 12,58      | Katarzyna Płonka MKS Żywiec                                                                      | 12,53       |
| Skok wzwyż                    | Katarzyna Głowacka CWKS Resovia                                                                  | 1,74 =PB   | Martyna Nowak TL Pogoń Ruda Śląska                                                                 | 1,74 SB    | Małgorzata Reszka SL WKS Zawisza Bydgoszcz                                                       | 1,70        |
| Skok o tyczce                 | Karmen Bunikowska AZS-AWFiS Gdańsk                                                               | 4,05 PB    | Joanna Michalska SL WKS Zawisza Bydgoszcz                                                          | 3,80 PB    | Natalia Ilkowska ZLKL Zielona Góra                                                               | 3,70 =PB    |
| Pchnięcie kulą                | Agnieszka Dudzińska RLTL ZTE Radom                                                               | 15,45 PB   | Daria Rogalska BKS Bydgoszcz                                                                       | 14,52 PB   | Beata Kubecka KS Sprint Bielsko-Biała                                                            | 13,47 PB    |
| Rzut dyskiem                  | Agnieszka Dudzińska RLTL ZTE Radom                                                               | 42,83 PB   | Marta Odrobna WMLKS Nadodrze Powodowo                                                              | 42,77      | Dominika Jakuła MKS Aleksandrów Łódzki                                                           | 42,63       |
| Rzut młotem                   | Joanna Fiodorow UKS Technik Augustów                                                             | 54,70      | Katarzyna Kopeć KKL Fart Kielce                                                                    | 51,86      | Marta Piotrowska KS Orzeł Warszawa                                                               | 49,83 PB    |
| Rzut oszczepem                | Irmina Kokosza RLTL ZTE Radom                                                                    | 48,59      | Urszula Kuncewicz MKS Sambor Tczew                                                                 | 47,08      | Agnieszka Lewandowska AZS-AWFiS Gdańsk                                                           | 45,10       |